# Sabine Lisicki
Sabine Katharina Lisicki (Troisdorf, 22 settembre 1989) è una tennista tedesca.
In carriera si è aggiudicata quattro tornei WTA in singolare e quattro in doppio. Ex nº 12 del mondo nel maggio 2012, è stata finalista a Wimbledon 2013.
Soprannominata Bum Bum Bine per i suoi colpi estremamente potenti, nel 2014 ha stabilito il record per il servizio più veloce in ambito femminile, ufficialmente riconosciuto dalla WTA: a Stanford, nel primo turno giocato contro Ana Ivanović, aveva servito una palla a 210,8 km/h.

## Carriera

### 2007-2010: ascesa, top 30

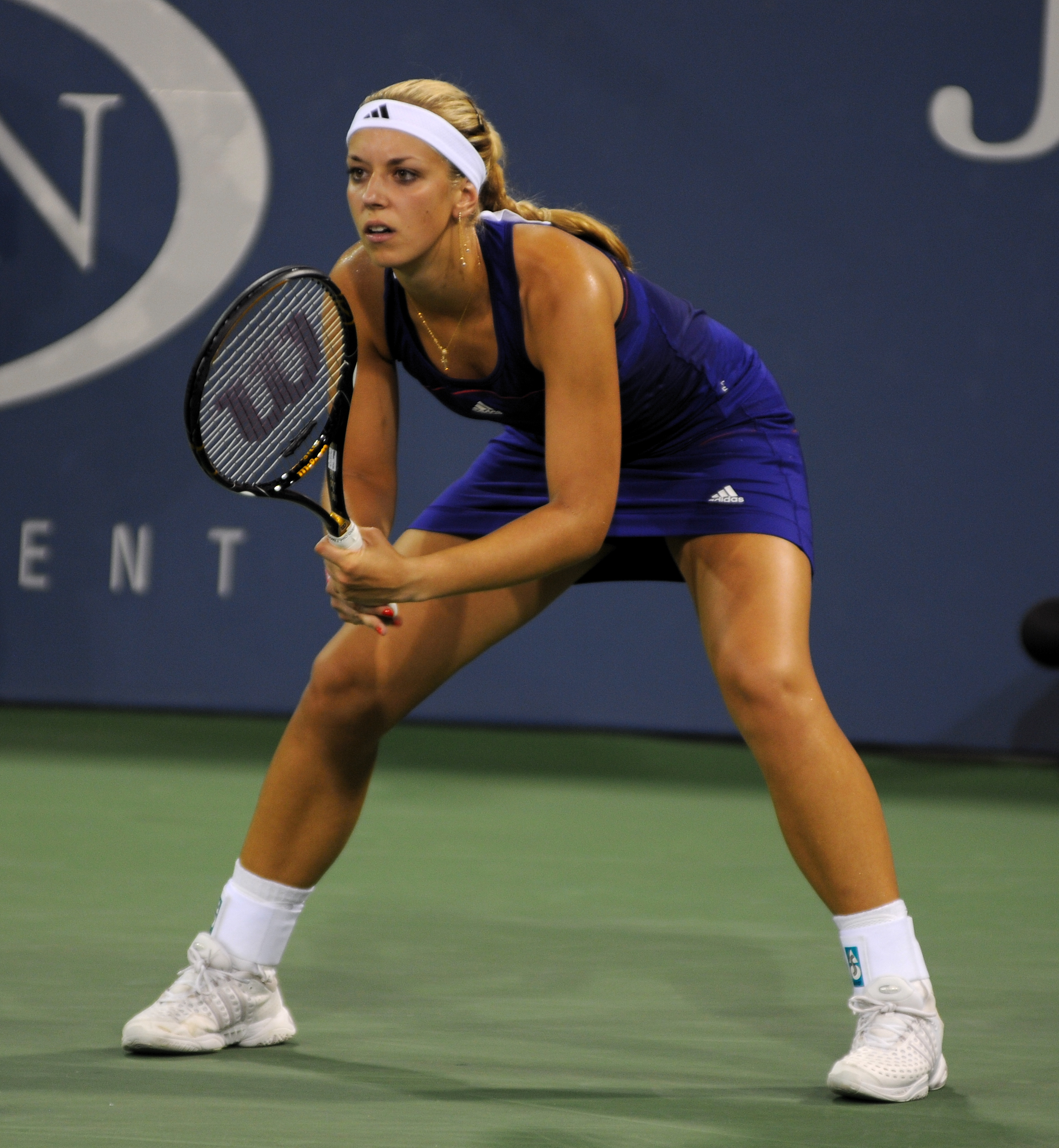
Lisicki agli US Open 2010

Il 2007 è un anno importante per la Lisicki, che riesce a scalare la classifica WTA dal 497º al 198º posto e a vincere due titoli, quello di Jersey e quello di Toronto. Nel 2009 raggiunge i quarti a Wimbledon battendo Svetlana Kuznecova e Caroline Wozniacki, prima di venire eliminata da Dinara Safina.
Nel torneo di Bali la Lisicki serve a 210 km/h: è il nuovo primato femminile. A fine anno vanta il 23º posto in classifica. Sabine inizia il 2010 rappresentando la Germania alla Hopman Cup insieme al connazionale Philipp Kohlschreiber. Agli Australian Open viene eliminata al secondo turno da Alberta Brianti.
Successivamente gioca a Pattaya in cui viene eliminata al secondo dalla giocatrice di casa Tamarine Tanasugarn. Successivamente a Dubai viene eliminata al secondo turno da Venus Williams. Nel mese di marzo disputa i tornei di Indian Wells e Miami ma in entrambi i casi esce di scena al secondo turno a causa di problemi alla caviglia. A causa di tale problema è costretta a saltare i tornei per alcuni mesi. Ritorna agli US Open e perde contro la russa Vera Zvonarëva al secondo turno. A fine stagione si ritrova fuori dalle top 100 della classifica mondiale.

### 2011: semifinale in singolare e finale in doppio a Wimbledon
Il 2011 per la tedesca inizia con un'eliminazione al secondo turno al torneo di Auckland contro la belga Yanina Wickmayer. Per accedere agli Australian Open la Lisicki è costretta a giocare le qualificazioni, ma dopo aver superato al primo turno Michaëlla Krajicek viene eliminata al secondo turno da Vesna Manasieva. Ad aprile disputa il torneo di Charleston: tn tale circostanza, dopo aver vinto nei primi due turni, esce agli ottavi di finale contro Sania Mirza in due set.
Successivamente gioca a Stoccarda ed esce al terzo turno contro la connazionale Julia Görges, futura vincitrice del torneo. Nel giugno 2011, dopo aver vinto a Birmingham battendo in finale 6-3 6-2 Daniela Hantuchová, segna il suo miglior risultato in carriera a Wimbledon, dove dopo aver battuto la neo-vincitrice del Roland Garros Li Na al secondo turno, e successivamente Marion Bartoli ai quarti di finale, approda alla semifinale del torneo, dov'è sconfitta dalla russa Marija Šarapova per 6-4 6-3.

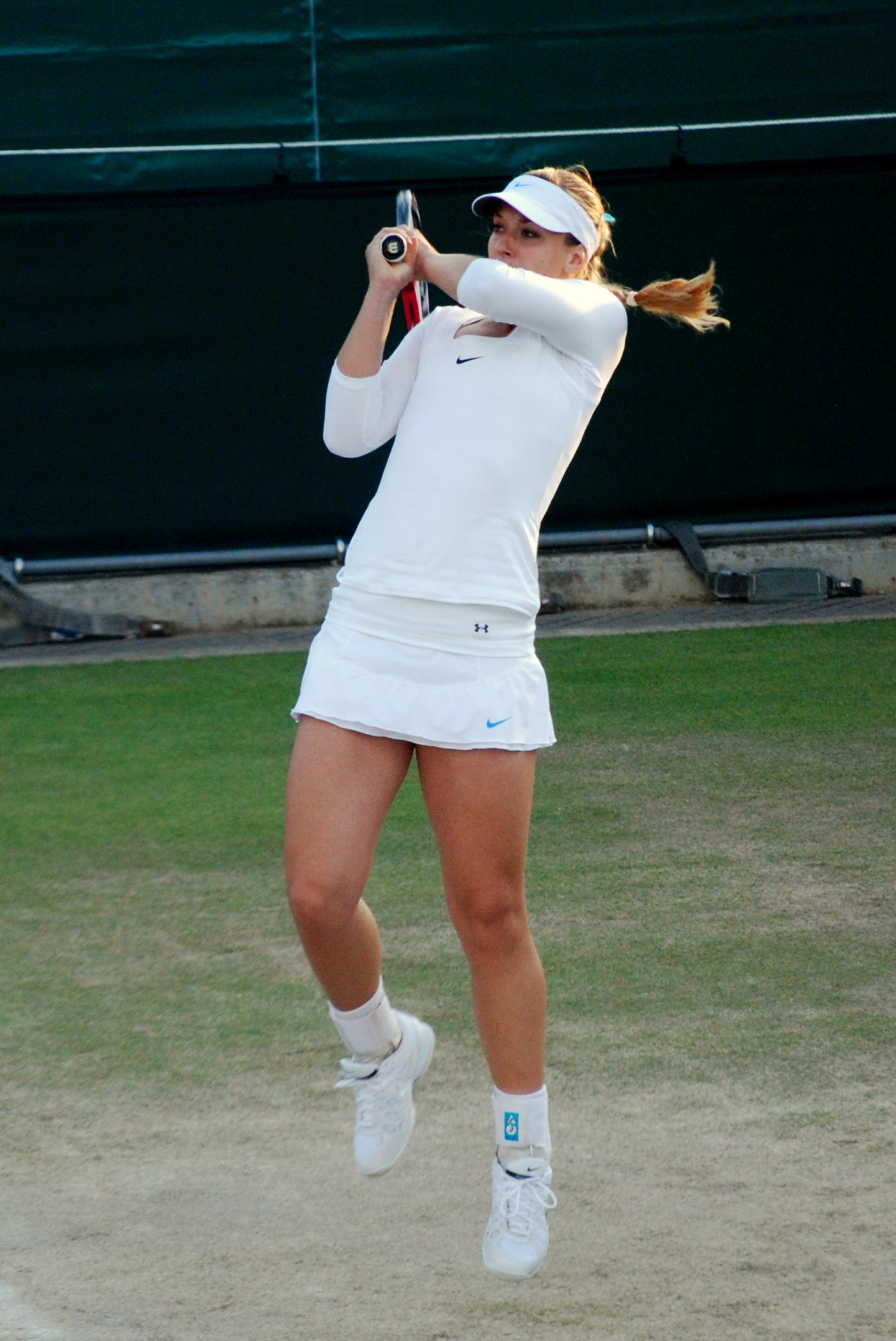
Lisicki in azione al Torneo di Wimbledon 2011

Sempre a Wimbledon con Samantha Stosur come partner, perde la finale di doppio femminile. Il 27 agosto vince a Dallas battendo in finale 6-2 6-1 la francese Aravane Rezaï. Chiude l'anno al numero 15 del ranking WTA, il suo miglior piazzamento di sempre.

### 2012: best ranking, Giochi olimpici, infortunio
Il 2012 non parte benissimo con la Lisicki, che non supera i quarti di finale ad Auckland, e causa alcuni infortuni non fa la differenza. In seguito esce subito al primo turno del Roland Garros contro la statunitense Bethanie Mattek-Sands; lo stesso avviene al torneo di Birmingham. Nonostante tutto trova il suo nuovo best ranking, la posizione numero 12. Si toglie la prima soddisfazione stagionale a Wimbledon, dove riesce a giungere ai quarti di finale – eliminando la numero 1 al mondo Marija Šarapova negli ottavi con il punteggio di 6-4 6-3 – per poi uscire con la connazionale Angelique Kerber.
Tornata a Londra in estate per partecipare ai Giochi olimpici, Sabine disputa un torneo olimpico di alti e bassi che termina, almeno per quanto riguarda il singolare, agli ottavi di finale dove viene sconfitta in tre set dalla Šarapova. Non fa molta strada anche nel doppio femminile, in coppia con la Kerber. Riesce invece a raggiungere la finale per il bronzo nel doppio misto con Christopher Kas, perdendo però al super tie-break. Dopo una settimana di riposo la Lisicki gioca a Montréal senza troppo successo, uscendo al primo turno contro Carla Suárez Navarro.
A causa di un infortunio, non riesce la settimana precedente agli US Open a difendere il proprio titolo al Texas Tennis Open, scivolando al numero 23 della classifica mondiale. Si presenta ugualmente agli US Open, visibilmente acciaccata, ed esce subito in tre set contro la romena Sorana Cîrstea; meglio va nel doppio, dove riesce ad arrivare ai quarti di finale in coppia con la cinese Peng Shuai.
Torna in campo a metà settembre a Tokyo perdendo al primo turno contro la Watson. La settimana seguente a Pechino sconfigge la spagnola Anabel Medina Garrigues, arrendendosi poi nel secondo turno alla numero uno del mondo Viktoryja Azaranka.

### 2013: vittoria contro Serena Williams, prima finale a Wimbledon
La tedesca inizia il 2013 al torneo di Brisbane nel quale viene battuta al secondo turno dalla bielorussa Viktoryja Azaranka. Agli Australian Open perde al primo turno contro Caroline Wozniacki. A inizio febbraio la Lisicki perde la finale del torneo di Pattaya contro la russa Marija Kirilenko in tre set. In seguito, il 23 febbraio, perde di nuovo in finale a Memphis, questa volta contro Marina Eraković. Fra Miami, Charleston e Katowice la tedesca vince una sola partita. Alla fine di aprile gioca il torneo di casa di Stoccarda dove batte al primo turno la romana Nastassja Burnett per 6-3 6-4 e poi anche Jelena Janković per 7-6 7-5, prima di arrendersi nei quarti a una scatenata Bethanie Mattek-Sands. A Madrid ha la meglio su Dominika Cibulková ma al terzo turno esce per opera di Marija Šarapova. A Roma la tedesca infligge un 6-0 al secondo turno a Petra Kvitová ma ciò non è sufficiente per vincere contro la ceca.
Al Roland Garros è invece lei a subirlo in 19 minuti da Sara Errani nei sedicesimi di finale, con la romagnola che fallisce dei match point sul 5-2 nel secondo set, riuscendo comunque a prevalere alla fine per 6-0 6-4. In ogni caso, il terzo turno portato a casa è il risultato migliore per lei nel Grande Slam francese. La Lisicki inizia la stagione sull'erba a Birmingham ma la sua corsa si ferma nei quarti quando cede a sorpresa alla numero 167 del mondo Alison Riske. In giugno prende parte al torneo di Wimbledon. Qui batte nell'ordine Francesca Schiavone 6-1 6-2, Elena Vesnina 6-3 6-1 e l'australiana Samantha Stosur per 4-6 6-2 6-1.
Negli ottavi affronta la numero uno del mondo Serena Williams, imbattuta da 34 incontri di fila, a una sola partita dal record degli anni duemila detenuto da sua sorella Venus Williams. La tedesca si porta avanti 6-2 1-0 prima di subire il ritorno dell'americana che si aggiudica nove giochi consecutivi. Quando sembra tutto finito, Sabine recupera da 0-3 nel terzo set facendo il break decisivo sul 4-4 e concludendo l'incontro per 6-2 1-6 6-4.
Il giorno dopo accede alla semifinale del torneo londinese per la seconda volta in carriera, superando in 65 minuti di gioco l'estone Kaia Kanepi per 6-3 6-3. In semifinale affronta la polacca Agnieszka Radwańska, nº 4 del seeding: la Lisicki riesce a prevalere dopo un match molto intenso (6-4 2-6 9-7) accedendo così alla sua prima finale di Wimbledon. La finale si gioca il 6 luglio e la vede opposta a Marion Bartoli. La partita vede subito avvantaggiarsi la francese che vince il primo set (6-1) e si trova in vantaggio anche nel secondo set per 5-1. Lisicki rimonta fino al 5-4, alla fine viene però sconfitta da Marion Bartoli (6-1 6-4).

### 2014: infortuni e problemi di salute, record servizio più veloce, 4º titolo WTA

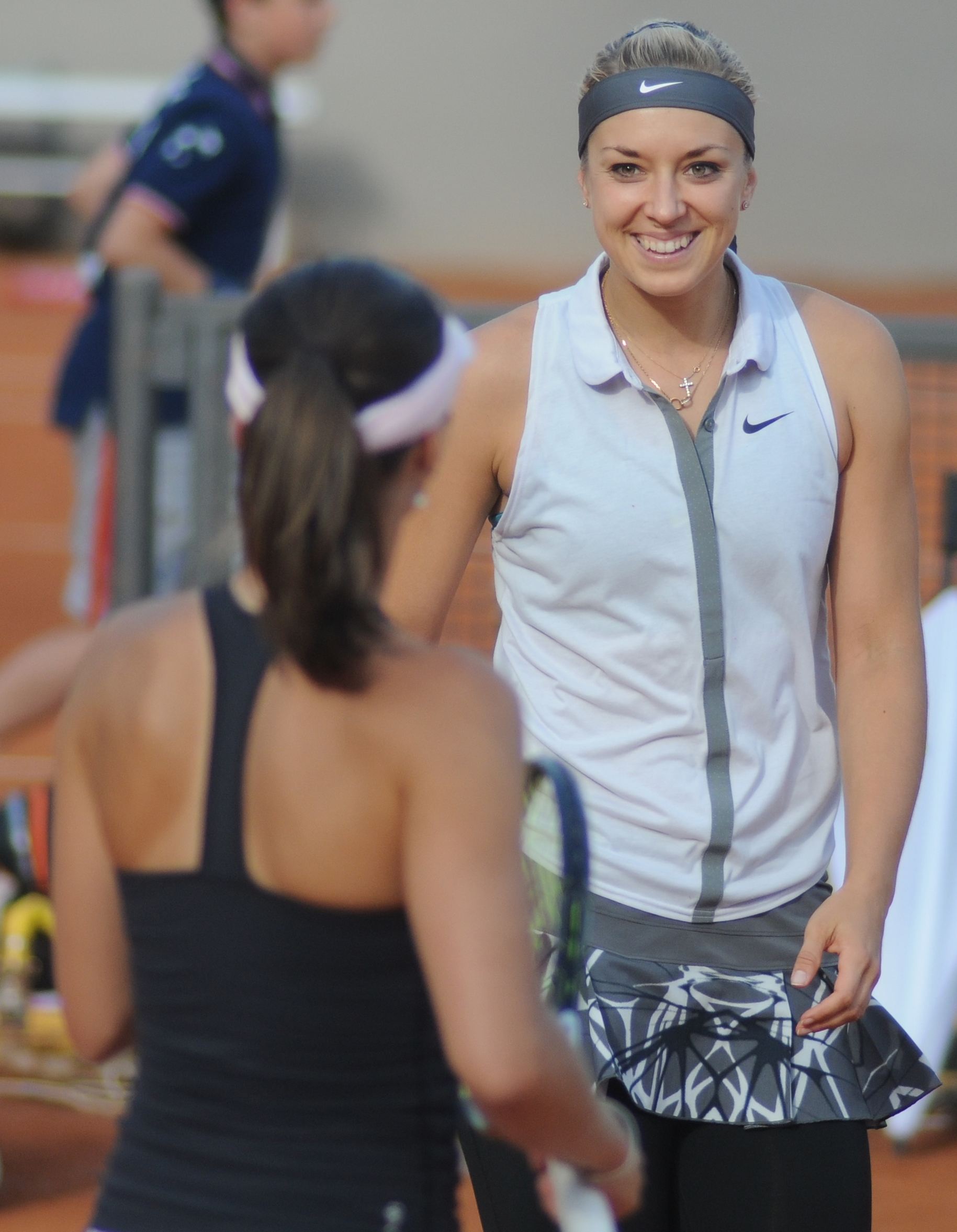
Lisicki e Martina Hingis a Roma nel 2014

Comincia il 2014 con il torneo di Brisbane, ma è costretta a ritirarsi prima di giocare il secondo turno a causa di un disturbo gastrointestinale. All'Australian Open, ha partecipato con Martina Hingis come sua allenatrice. Ha iniziato con una vittoria in due set su Mirjana Lučić-Baroni, ma è stata battuta al secondo turno da Monica Niculescu. Al Pattaya Open, Lisicki ha sconfitto Donna Vekić in tre set. Dopo il match, ha ammesso che era stato quasi impossibile per lei servire efficacemente a causa di un problema alla spalla destra. In seguito si è ritirata dal torneo. A Indian Wells è uscita al primo turno sia in singolare sia in doppio, in coppia con la Hingis. A Miami ha raggiunto il terzo turno, ma per la terza volta nella stagione, si è ritirata a causa di una brutta influenza. Nonostante ciò, pochi giorni dopo è stata in grado tornare in campo per giocare in doppio con la Hingis, riuscendo a raggiungere la finale e vincere il torneo contro Elena Vesnina ed Ekaterina Makarova. Per Sabine è stato il terzo titolo di doppio, mentre per Hingis il 38º: l'ultimo l'aveva vinto nel 2007.
A Madrid Lisicki ha perso in tre set per mano di Simona Halep, al terzo turno. A Roma invece è stata sconfitta al primo match contro Samantha Stosur. Per Sabine arriva l'ennesimo infortunio, in questo caso al polso, al secondo turno dell'Open di Francia. Quindi è costretta a ritirarsi durante il match, contro Mona Barthel. Prima della partecipazione a Wimbledon la tennista comunica che Martina Hingis non sarebbe stata più la sua allenatrice. Da quel momento in poi il coach è suo padre, Richard.
Come 19ª del seeding prende parte al torneo e sconfigge nell'ordine Julia Glushko, Karolína Plíšková, Ivanovic e Švedova, raggiungendo i quarti di finale persi contro la Halep. A luglio, Lisicki è scesa alla posizione numero 30 nella classifica mondiale. Nel suo primo match al Bank of the West Classic contro Ivanovic, Lisicki ha stabilito un record mondiale nel tennis femminile, servendo una palla a 210,8 km/h. Nei mesi successivi raggiunge al massimo il terzo turno in diversi tornei.
Agli US Open, 26ª nel seeding, perde al terzo turno contro Šarapova. Raggiunge la prima finale del 2014 come prima testa di serie a Hong Kong, dopo aver sconfitto Monica Niculescu, Grace Min, Zheng Saisai e Francesca Schiavone. In finale vince contro Karolína Plíšková. È il primo titolo dopo più di tre anni. In seguito ha perso al primo round al Toray Pacific Open, al secondo turno a Wuhan e al terzo al China Open. Ha ricevuto una wildcard per partecipare al torneo di Linz, ma ha perso al primo turno. Ha partecipato al torneo di Lussemburgo, la settimana successiva, dove è stata battuta al secondo turno da Denisa Allertová. L'ultimo match disputato nel 2014 è stato quello in doppio alla Fed Cup nella sfida Germania-Repubblica Ceca. In coppia con Anna-Lena Grönefeld, ha vinto il match contro Hlaváčková e Hradecká. Sabine ha terminato l'anno come numero 27 del mondo.

### 2015: prima semifinale Premier Mandatory e record di ace

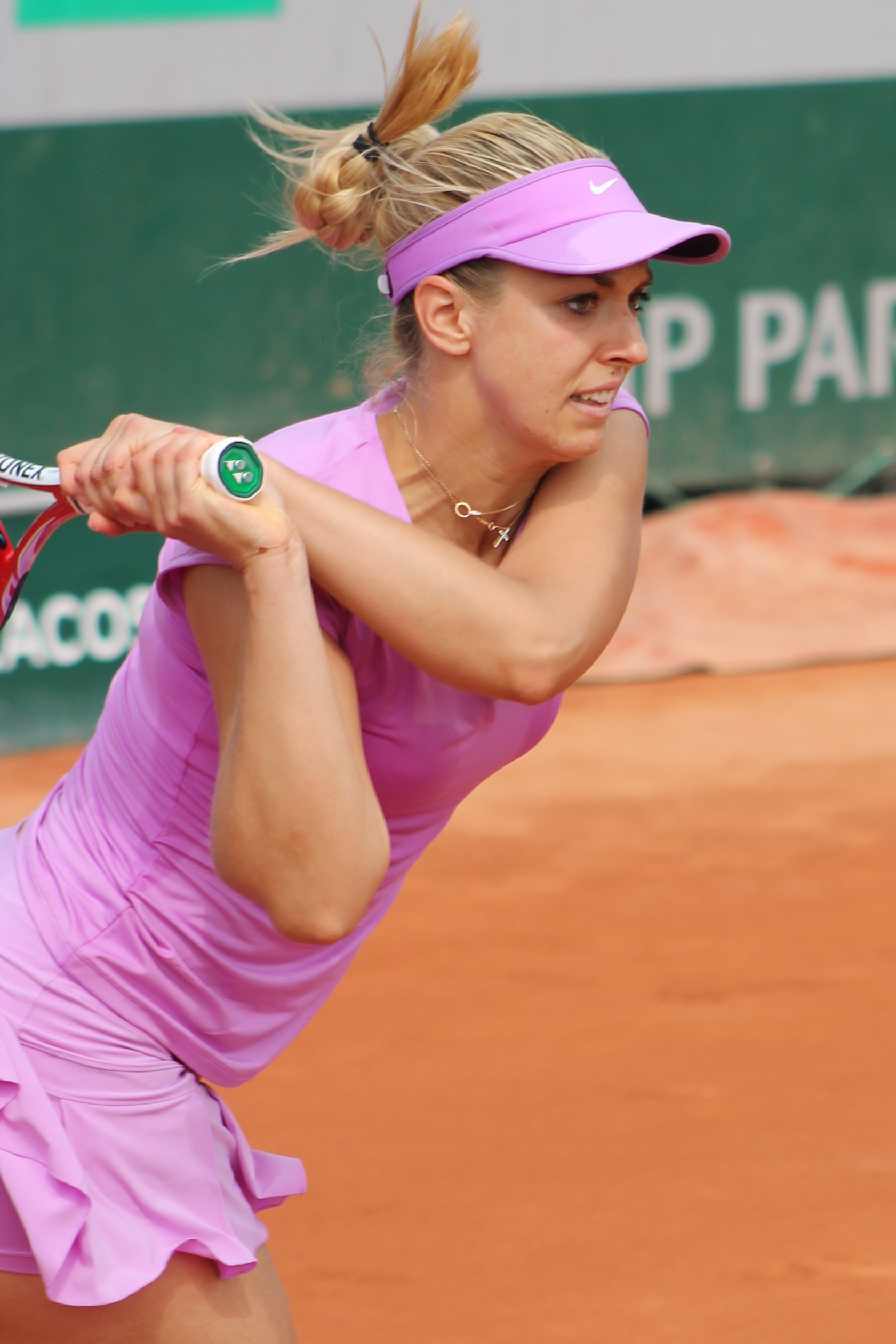
Lisicki all'Open di Francia 2015

L'inizio del 2015 è stato faticoso per Sabine. Nonostante il titolo in doppio con Hingis a Brisbane, in singolare ha faticato a vincere: nello stesso torneo ha perso al primo turno, e così anche all'Apia International Sydney e agli Australian Open. È riuscita a ottenere la prima vittoria in singolare a Dubai, prima di essere sconfitta al secondo turno. Continua per lei la serie di sconfitte al primo turno dei tornei di Doha e Kuala Lumpur. Torna a vincere nella primavera, quando a Indian Wells sconfigge Roberta Vinci, Sara Errani, Caroline Garcia e Flavia Pennetta che difendeva il titolo dell'anno precedente. Raggiunge per la prima volta una semifinale in un torneo Premier mandatory (corrispondente al WTA 1000 attuale). Viene fermata da Jelena Janković in tre set. Dopo la buona performance a Indian Wells, a Miami vince contro Julia Görges, Ana Ivanovic, e Sara Errani e raggiunge il secondo quarto di finale di fila in un torneo Mandatory. Perde contro Serena Williams, vincitrice del torneo, in tre set.
In Fed Cup ha giocato per la Germania in semifinale contro la Russia. Ha perso contro Anastasija Pavljučenkova in tre set, non sfruttando un match point nel secondo set. Ha giocato anche nel doppio con Andrea Petković, ma la coppia ha perso contro Pavljučenkova ed Elena Vesnina, regalando la vittoria alla Russia e un posto in finale.
Lisicki ha iniziato la sua stagione sulla terra rossa a Stoccarda ed è stata sconfitta al primo turno da Zarina Dijas con un doppio bagel (0–6, 0–6). Esce al primo turno anche a Madrid per mano di Coco Vandeweghe. Vince il primo match su terra rossa della stagione a Roma contro Sloane Stephens ma poi viene fermata al secondo turno da Timea Bacsinszky. Perde anche al secondo turno del torneo di Norimberga contro Lara Arruabarrena. Agli Open di Francia era la ventesima testa di serie. Ha battuto Mónica Puig al primo turno in due set. Nel secondo turno, dopo aver vinto il primo set, la sua avversaria Dar'ja Gavrilova si ritira, permettendo a Lisicki di avanzare al terzo turno, dove viene sconfitta dalla finalista del torneo Lucie Šafářová, in due set.
Lisicki ha iniziato la sua stagione sull'erba a Birmingham. Nella sua vittoria al secondo turno su Belinda Bencic, Lisicki ha stabilito il nuovo record per il maggior numero di ace fatti in un match singolare: 27. Successivamente batte Magdaléna Rybáriková e Daniela Hantuchová e giunge ai quarti di finale, dove viene sconfitta dalla campionessa del torneo e connazionale Angelique Kerber. A Wimbledon ha perso contro Bacsinszky al terzo turno.
Sul cemento ha sconfitto prima Venus Williams e poi Barbora Strýcová alla Rogers Cup ma poi ha perso contro Belinda Bencic al terzo turno. Dopo essere stata eliminata al primo turno a Cincinati, partecipa agli US Open e batte Aljaksandra Sasnović e Camila Giorgi nei primi due turni. Nel terzo turno ha battuto Barbora Strýcová in tre set, recuperando cinque game di svantaggio nel terzo set. Passa al quarto turno per la prima volta nel torneo dopo il 2011. Ha perso contro Simona Halep in tre set, commettendo 105 errori non forzati.
A causa di un infortunio al ginocchio non ha più giocato per il resto della stagione. Conclude l'anno come numero 32.

### 2016: declino, dentro e fuori dalla top 100
La tedesca ha iniziato la sua stagione alla Hopman Cup rappresentando la Germania con Alexander Zverev. Sono stati eliminati nella fase a gironi con un risultato di 1-2, L'unica vittoria ottenuta è stata quella contro la Francia. Al Sydney International, invece ha perso al secondo turno contro Svetlana Kuznecova. Partecipa agli Australian Open come 30ª testa di serie, ma viene sconfitta al secondo turno da Denisa Allertová.

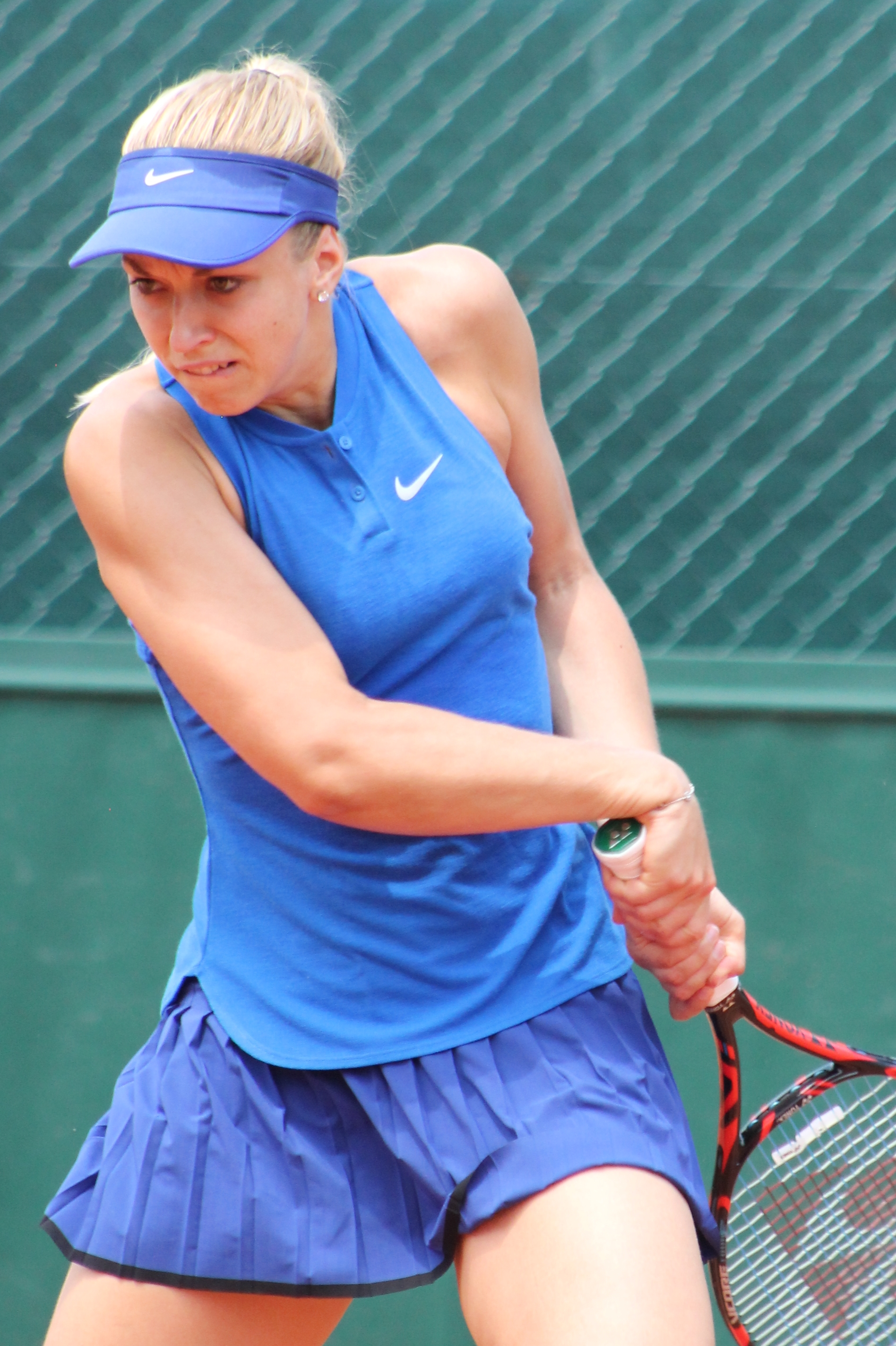
Lisicki in azione all'Open di Francia 2016

A Doha, Lisicki perde al primo turno contro Monica Niculescu. Come terza testa di serie prende parte al Malaysian Open, raggiungendo i quarti di finale dove è stata fermata da Naomi Broady. Testa di serie numero 29 all'Indian Wells, ha perso al secondo turno contro Johanna Larsson. Anche a Miami, è stata sconfitta al secondo turno da Irina-Camelia Begu, nonostante fosse in vantaggio di 5-0 e il match point nel terzo set.
Al Volvo Car Open, Lisicki ha perso al secondo turno contro Julija Putinceva, mentre a Stoccarda è stata sconfitta al primo turno da Tímea Babos. Al torneo master di Madrid, ha perso al secondo turno contro l'ottava testa di serie Carla Suárez Navarro. Non supera il primo turno nemmeno a Roma poiché viene eliminata per mano di Dar'ja Gavrilova. A Norimberga, viene sconfitta da Varvara Lepchenko. Anche all'Open di Francia perde al primo turno, contro la qualificata Verónica Cepede Royg, in due set.
Comincia la stagione sull'erba battendo Kristina Mladenovic al Mallorca Open, prima di uscire al secondo turno dopo essersi scontrata con Mariana Duque Mariño. A Wimbledon invece, raggiunge il terzo turno dopo aver battuto Shelby Rogers e Samantha Stosur, ma viene fermata da Švedova.
Anche a Washington D.C., sul cemento, è uscita al secondo turno perdendo contro la Mladenovic. Dopo aver perso il secondo match di qualificazione alla Rogers Cup, è uscita dalla top 100 nel ranking, per la prima volta dopo più di cinque anni. A Cincinnati viene sconfitta al secondo turno da Zheng Saisai. Agli US Open esce al primo turno dopo aver perso contro Putinceva, mentre nel doppio, in coppia con Alla Kudrjavceva, approda al terzo turno. Vengono sconfitte da Andreja Klepač e Katarina Srebotnik.
In Giappone perde al primo turno, mentre al Guangzhou Open è arrivata ai quarti di finale ma è stata poi sconfitta da Jelena Janković. A Wuhan perde al primo turno, mentre al China Open perde al secondo contro Svitolina. Dopo questi risultati torna nella top 100.
Anche a Lussemburgo esce al secondo turno, per mano di Caroline Wozniacki. Successivamente, partecipa all'Hawaii Open e batte Julia Boserup e Verónica Cepede Royg, ma durante il quarto di finale contro Jacqueline Cako, è costretta a ritirarsi a causa di un infortunio. Finisce l'anno come numero 93 del mondo.

### 2017: ripartenza a metà stagione
Il primo torneo dell'anno per Lisicki avrebbe dovuto essere il Kooyong Classic; tuttavia, si ritira a causa di un infortunio alla spalla, che la tiene fuori anche dagli Australian Open.
La tedesca torna in campo a giugno al Mallorca Open. Ha raggiunto i quarti di finale battendo la quinta testa di serie Kiki Bertens e Shelby Rogers. Ha perso però contro Julia Görges. A Wimbledon, è stata sconfitta al primo turno dalla 27ª testa di serie Ana Konjuh.
Lisicki è arrivata ai quarti di finale al Citi Open eliminando le qualificate Valentini Grammatikopoulou e Aryna Sabalenka. La sua corsa di ferma quando viene sconfitta dalla quinta testa di serie Océane Dodin. Agli US Open mostra nuovamente segnali di crisi quando perde al primo turno contro Zhang Shuai.
In ottobre, Lisicki ha deciso di partecipare all'Open di Lussemburgo. Ha perso al secondo turno contro la lucky loser Naomi Broady. Il suo ultimo torneo dell'anno è stato a Limoges. Ha raggiunto la semifinale ma si è ritirata nel secondo set contro Antonia Lottner. Lisicki ha chiuso l'anno al 268º posto.

### 2018: infortuni e problemi fisici, semifinale a Taiwan e finale a Taipei
Nel 2018 salta l'Australian Open e gioca il suo primo torneo dell'anno a fine gennaio, in Taiwan, dopo una pausa causata da un infortunio al ginocchio. Raggiunge le semifinali (prima volta dopo il 2015), ma perde contro Kateryna Kozlova. A Doha è stata sconfitta al primo turno delle qualificazioni da Markéta Vondroušová. In Ungheria, ha perso al secondo turno contro la lucky loser Viktória Kužmová. A Indian Wells che a Miami, è stata sconfitta al primo turno di qualificazione da Sofia Kenin e Andrea Petković.
Ritorna 4 mesi dopo, a Wimbledon, ma perde al primo turno di qualificazioni contro Anna Kalinskaja. La settimana seguente partecipa al torneo di Nanchang, ma esce al primo turno per mano della testa di serie n°1 Zhang Shuai.
Ad agosto prende parte ad un torneo ITF $60.000 a Landisville, ma si ritira al secondo set del secondo turno contro Ann Li. Non accede ai main draw di Cincinnati e dello US Open, poiché in entrambi i casi viene eliminata al primo turno di qualificazione rispettivamente da Kaia Kanepi e da Vol'ha Havarcova.
A Guangzhou si ferma al secondo turno, mentre non si qualifica per il Master di Wuhan e nemmeno per il torneo di Tianjin. Fallisce anche alle qualificazioni per il torneo di Mosca, mentre viene sconfitta al primo turno al torneo ITF di Poitiers e al Challenger di Mumbai. Decide di partecipare al torneo WTA 125 di Taipei e batte nell'ordine Doi, Rybakina, Liang e D'jačenko. Raggiunge la finale ma perde contro la testa di serie numero due Luksika Kumkhum. Chiude l'anno 229ª.

### 2019: drastico calo, top 400

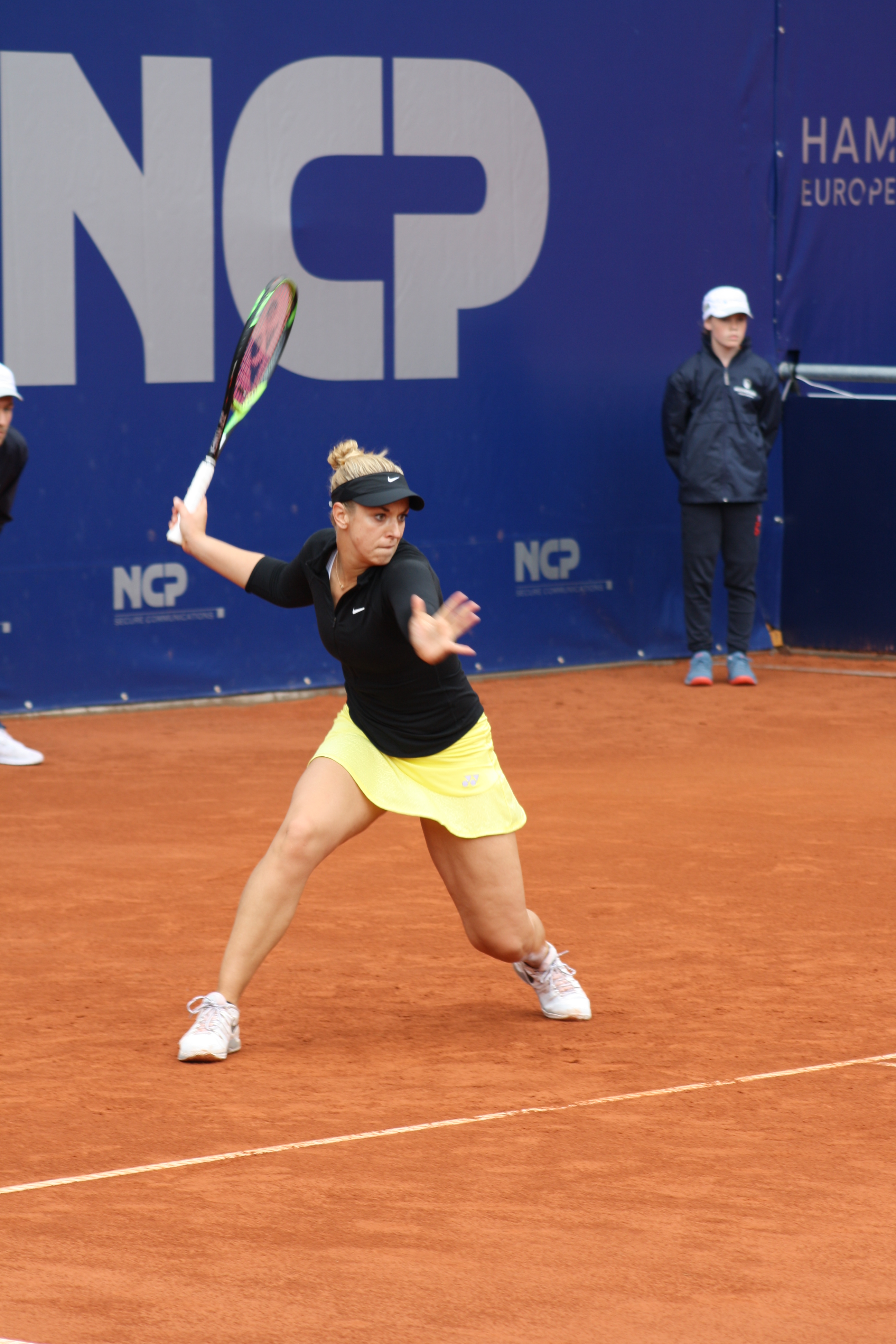
Lisicki nel 2019

Dopo l'ultima apparizione agli Australian Open del 2016, Lisicki torna a giocare al torneo del Grande Slam, ma perde al primo turno di qualificazione contro Isabelle Wallace. Incassa così la terza sconfitta consecutiva al primo turno di qualificazione in un torneo del Grande Slam. Ha poi perso al primo turno di Hua Hin per mano di Garbiñe Muguruza, mentre a Dubai non si qualifica. Ha perso al primo turno di Charleston contro Sofia Kenin e di Bogotà contro Amanda Anisimova, mentre a Stoccarda viene sconfitta al primo match di qualificazione da Isabella Šinikova, così come a Rabat contro Bibiane Schoofs. A Norimberga è stata sconfitta da Ajla Tomljanović.
Non è riuscita a qualificarsi ai tornei ITF di Surbiton e di Rosmalen, ha poi perso al secondo turno di qualificazione di Maiorca contro Kaja Juvan, dopo aver sconfitto la connazionale Mona Barthel. Ha ricevuto una wildcard per poter giocare le qualificazioni a Wimbledon, ma ha perso nel match finale contro Lesley Pattinama Kerkhove, dopo aver sconfitto Tímea Babos e Ankita Raina. Nonostante non sia riuscita a qualificarsi per il main-draw, questa è stata la sua migliore prestazione in un torneo Slam, dopo il primo turno agli US Open del 2017. Il suo ultimo torneo dell'anno è stato l'evento 125k a Karlsruhe, dove è stata sconfitta al primo turno da Jasmine Paolini. Ha concluso l'anno al n°335 con una sola vittoria e 8 sconfitte a livello WTA.

### 2020: infortunio al ginocchio
Lisicki i primi tre mesi del 2020 non partecipa ad alcun torneo e torna ad agosto, dopo lo stop forzato che è durato dal 9 marzo al 3 agosto a causa della pandemia di COVID-19. Gioca al Challenger di Praga dove giunge ai quarti di finale e perde contro Francesca Jones. Non disputa partite per altri due mesi e poi torna a giocare a novembre a Linz, dove però non supera il secondo turno di qualificazione. In doppio, nello stesso evento con Jodie Burrage, si ritira durante il match di primo turno contro Ulrikke Eikeri e Jana Sizikova, mentre la coppia era in vantaggio per 6-5 nel primo set. Lisicki cade in campo a causa di uno strappo al legamento crociato anteriore, e in seguito annuncia di aver subito un intervento chirurgico per la lesione. Ha concluso l'anno al n° 622.

### 2022: ritorno e quarti di finale a Bad Homburg
Sabine torna a giocare nel maggio del 2022 nel circuito ITF, mentre a giugno riceve una wildcard per disputare le qualificazioni del torneo di Berlino, ma perde al secondo turno contro Daria Saville. Nel doppio, in coppia con Bianca Andreescu, raggiunge la semifinale. Torna a giocare un match di singolare in un tabellone principale del circuito WTA il 21 giugno 2022 a Bad Homburg, vincendolo, contro la connazionale Tamara Korpatsch, avanzando così al secondo turno dove ha la meglio su Greet Minnen. Si ferma ai quarti di finale sconfitta in due set da Caroline Garcia. A luglio si qualifica al torneo di Amburgo ma perde al primo turno contro Aleksandra Krunić. A novembre parteciperà al torneo ITF $60.000 di Calgary, in Canada.

## Caratteristiche tecniche
(Nick Bollettieri su Sabine Lisicki)
Lisicki ha un diritto e rovescio (bimane) forti, colpisce le palle con potenza e le direziona negli angoli con precisione. È soprannominata Boom Boom per il suo servizio piatto potente e veloce e per i suoi colpi martellanti. Il capitano della squadra tedesca di Fed Cup, Barbara Rittner, l'ha paragonata a Steffi Graf, perché può «imporre il suo gioco» e «giocare con la sua stessa forza».
La superficie preferita della tennista è l'erba, campo su cui ha ottenuto i migliori risultati. Come lei stessa ha dichiarato, "odiava" giocare su quella superficie a causa dell'allergia all'erba e dei 5 match che perse solamente nel 2009.

## Statistiche WTA

### Singolare

#### Vittorie (4)
| Legenda               |
| --------------------- |
| Grande Slam (0)       |
| Ori Olimpici (0)      |
| WTA Finals (0)        |
| Premier Mandatory (0) |
| Premier 5 (0)         |
| Premier (1)           |
| International (3)     |

| N. | Data              | Torneo                        | Superficie  | Avversaria in finale | Punteggio |
| 1. | 19 aprile 2009    | Family Circle Cup, Charleston | Terra verde | Caroline Wozniacki   | 6-2, 6-4  |
| 2. | 12 giugno 2011    | AEGON Classic, Birmingham     | Erba        | Daniela Hantuchová   | 6-3, 6-2  |
| 3. | 27 agosto 2011    | Texas Tennis Open, Dallas     | Cemento     | Aravane Rezaï        | 6-2, 6-1  |
| 4. | 14 settembre 2014 | Hong Kong Open, Hong Kong     | Cemento     | Karolína Plíšková    | 7-5, 6-3  |

#### Sconfitte (6)
| Legenda: Prima del 2009 | Legenda: Dal 2009     |
| ----------------------- | --------------------- |
| Grande Slam (1)         |                       |
| Argenti Olimpici (0)    |                       |
| WTA Finals (0)          |                       |
| Tier I (0)              | Premier Mandatory (0) |
| Tier II (0)             | Premier 5 (0)         |
| Tier III (0)            | Premier (0)           |
| Tier IV (1)             | International (3)     |
| Tier V (0)              | International (3)     |

| N. | Data             | Torneo                           | Superficie  | Avversaria in finale | Punteggio        |
| 1. | 5 ottobre 2008   | Tashkent Open, Tashkent          | Cemento     | Sorana Cîrstea       | 6-2, 4-6, 6(4)-7 |
| 2. | 25 ottobre 2009  | BGL Luxembourg Open, Lussemburgo | Cemento (i) | Timea Bacsinszky     | 2-6, 5-7         |
| 3. | 3 febbraio 2013  | PTT Pattaya Open, Pattaya        | Cemento     | Marija Kirilenko     | 7-5, 1-6, 6(1)-7 |
| 4. | 23 febbraio 2013 | Cellular South Cup, Memphis      | Cemento (i) | Marina Eraković      | 1-6, rit.        |
| 5. | 6 luglio 2013    | Torneo di Wimbledon, Londra      | Erba        | Marion Bartoli       | 1-6, 4-6         |

### Doppio

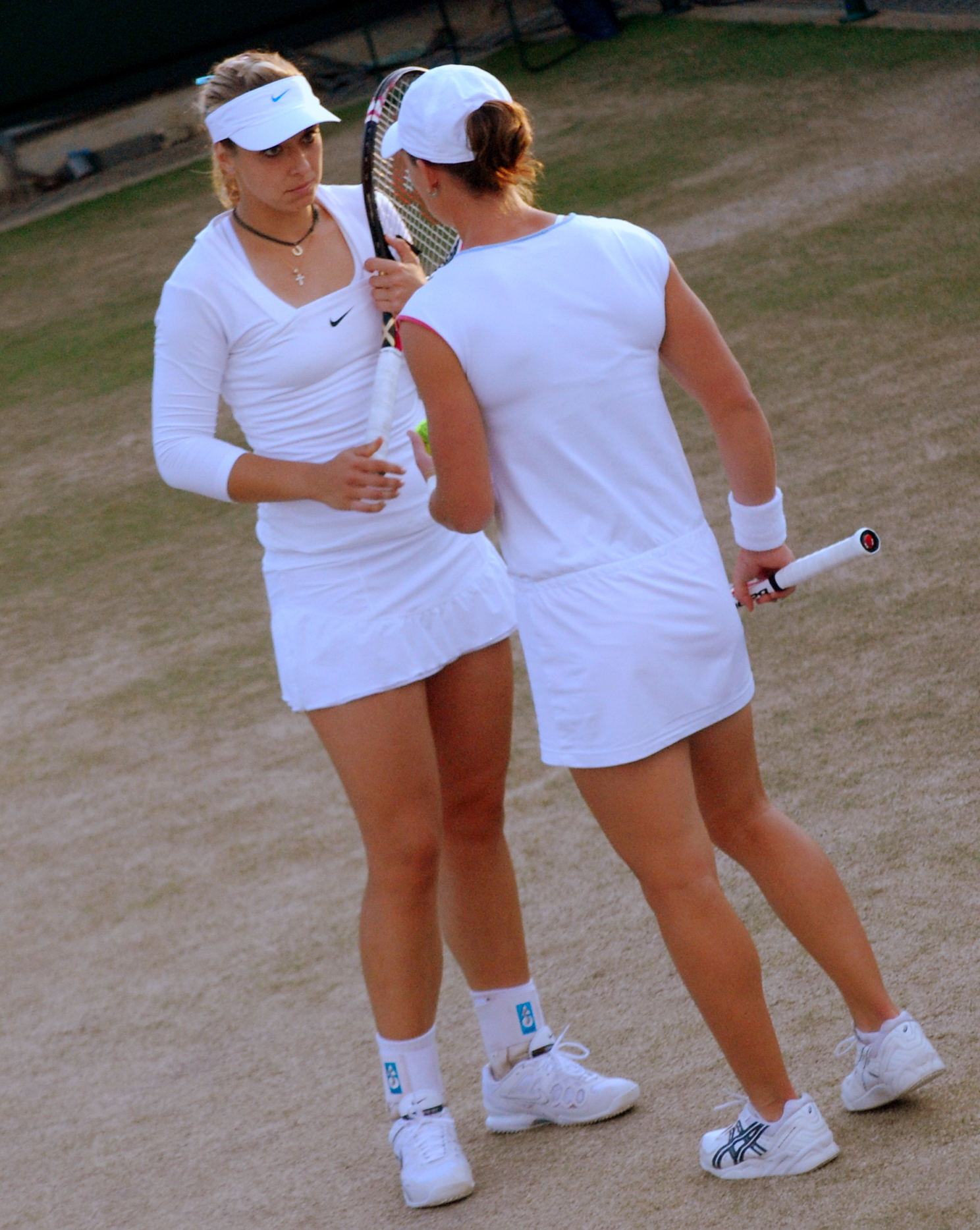
Lisicki nel 2011 con l'australiana Samantha Stosur, tra le sue partner di doppio.

#### Vittorie (4)
| Legenda               |
| --------------------- |
| Grande Slam (0)       |
| Ori Olimpici (0)      |
| WTA Finals (0)        |
| Premier Mandatory (1) |
| Premier 5 (0)         |
| Premier (3)           |
| International (0)     |

| N. | Data            | Torneo                                   | Superficie      | Compagna        | Avversaria in finale               | Punteggio        |
| 1. | 24 aprile 2011  | Porsche Tennis Grand Prix, Stoccarda     | Terra rossa (i) | Samantha Stosur | Jasmin Wöhr Kristina Barrois       | 6-1, 7-6(5)      |
| 2. | 28 aprile 2013  | Porsche Tennis Grand Prix, Stoccarda (2) | Terra rossa (i) | Mona Barthel    | Bethanie Mattek-Sands Sania Mirza  | 6-4, 7-5         |
| 3. | 30 marzo 2014   | Sony Ericsson Open, Miami                | Cemento         | Martina Hingis  | Ekaterina Makarova Elena Vesnina   | 4-6, 6-4, [10-5] |
| 4. | 10 gennaio 2015 | Brisbane International, Brisbane         | Cemento         | Martina Hingis  | Caroline Garcia Katarina Srebotnik | 6-2, 7-5         |

#### Sconfitte (1)
| Legenda               |
| --------------------- |
| Grande Slam (1)       |
| Argenti Olimpici (0)  |
| WTA Finals (0)        |
| Premier Mandatory (0) |
| Premier 5 (0)         |
| Premier (0)           |
| International (0)     |

| N. | Data          | Torneo                      | Superficie | Partner         | Avversarie in finale             | Punteggio |
| 1. | 2 luglio 2011 | Torneo di Wimbledon, Londra | Erba       | Samantha Stosur | Květa Peschke Katarina Srebotnik | 3-6, 1-6  |

### Doppio misto

#### Sconfitte (0)
| Tornei del Grande Slam  |
| ----------------------- |
| Australian Open (0)     |
| Open di Francia (0)     |
| Torneo di Wimbledon (0) |
| US Open (0)             |
| Argenti Olimpici (0)    |

| N. | Anno          | Torneo                              | Superficie | Compagno        | Avversari in finale     | Punteggio        |
|    | 5 agosto 2012 | 4º posto ai Giochi olimpici, Londra | Erba       | Christopher Kas | Lisa Raymond Mike Bryan | 3-6, 6-4, [4-10] |

## Circuito WTA 125

### Singolare

#### Sconfitte (1)
| N. | Data             | Torneo                            | Superficie    | Avversaria in finale | Punteggio |
| 1. | 18 novembre 2018 | OEC Taipei WTA Challenger, Taipei | Sintetico (i) | Luksika Kumkhum      | 1-6, 3-6  |

## Statistiche ITF

### Singolare

#### Vittorie (3)
| Torneo $100.000 (0) |
| Torneo $80.000 (0)  |
| Torneo $75.000 (0)  |
| Torneo $60.000 (1)  |
| Torneo $50.000 (0)  |
| Torneo $40.000 (0)  |
| Torneo $25.000 (2)  |
| Torneo $15.000 (0)  |
| Torneo $10.000 (0)  |

| N. | Data             | Torneo                                    | Superficie  | Avversaria in finale | Score               |
| 1. | 14 ottobre 2007  | The Jersey International, Isola di Jersey | Cemento (i) | Petra Martić         | 6-3, 6-4            |
| 2. | 11 novembre 2007 | Tevlin Challenger, Toronto                | Cemento (i) | María José Argeri    | 6-4, 6-4            |
| 3. | 12 novembre 2023 | Calgary National Bank Challenger, Calgary | Cemento (i) | Stacey Fung          | 7-6(2), 6(5)-7, 6-3 |

#### Sconfitte (2)
| Torneo $100.000 (0) |
| Torneo $80.000 (0)  |
| Torneo $75.000 (0)  |
| Torneo $60.000 (0)  |
| Torneo $50.000 (1)  |
| Torneo $40.000 (0)  |
| Torneo $25.000 (1)  |
| Torneo $15.000 (0)  |
| Torneo $10.000 (0)  |

| N. | Data              | Torneo                                          | Superficie  | Avversaria in finale        | Score         |
| 1. | 18 febbraio 2007  | National Bank Challenger Saguenay, Saguenay     | Cemento (i) | Angelique Kerber            | 3-6, 4-6      |
| 2. | 23 settembre 2007 | Torneo Internacional Ciudad de Alcorcón, Madrid | Cemento     | María José Martínez Sánchez | 2–6, 6–3, 3–6 |

### Doppio

#### Sconfitte (2)
| Torneo $100.000 (0) |
| Torneo $80.000 (0)  |
| Torneo $75.000 (0)  |
| Torneo $60.000 (0)  |
| Torneo $50.000 (0)  |
| Torneo $40.000 (0)  |
| Torneo $25.000 (1)  |
| Torneo $15.000 (0)  |
| Torneo $10.000 (1)  |

| N. | Data             | Torneo                                  | Superficie  | Compagna       | Avversarie in finale              | Punteggio |
| 1. | 4 settembre 2004 | Trofeu Ciutat De Mollerussa, Mollerussa | Cemento     | Nelly Maillard | Karina Jacobsgaard Emilie Trouche | w/o       |
| 2. | 7 ottobre 2006   | Open GDF SUEZ Nantes Atlantique, Nantes | Cemento (i) | Irena Pavlović | Rebecca Llewellyn Melanie South   | 2-6, 0-6  |

## Risultati in progressione
| Sigla | Risultato               |
| ----- | ----------------------- |
| V     | Vincitore               |
| F     | Finalista               |
| SF    | Semifinalista           |
| O     | Oro olimpico            |
| A     | Argento olimpico        |
| SF    | Bronzo olimpico         |
| QF    | Quarti di Finale        |
| 4T    | Quarto turno            |
| 3T    | Terzo turno             |
| 2T    | Secondo turno           |
| 1T    | Primo turno             |
| RR    | Round Robin             |
| LQ    | Turno di qualificazione |
| A     | Assente                 |
| ND    | Non disputato           |

| Legenda superfici    |
| -------------------- |
| Cemento              |
| Terra battuta        |
| Erba                 |
| Superficie variabile |

### Singolare
| Torneo                     | 2008  | 2009          | 2010          | 2011          | 2012  | 2013          | 2014          | 2015          | 2016  | 2017          | 2018          | 2019          | 2020          | 2021          | 2022          | 2023          | Titoli     | V–P        | V %        |
| -------------------------- | ----- | ------------- | ------------- | ------------- | ----- | ------------- | ------------- | ------------- | ----- | ------------- | ------------- | ------------- | ------------- | ------------- | ------------- | ------------- | ---------- | ---------- | ---------- |
| Tornei del Grande Slam     |       |               |               |               |       |               |               |               |       |               |               |               |               |               |               |               |            |            |            |
| Australian Open, Melbourne | 3T    | 2T            | 2T            | Q2            | 4T    | 1T            | 2T            | 1T            | 2T    | A             | A             | Q1            | A             | A             | A             | A             | 0 / 8      | 9–8        | 53%        |
| Roland Garros, Parigi      | 2T    | 1T            | A             | 2T            | 1T    | 3T            | 2T            | 3T            | 1T    | A             | A             | A             | A             | A             | A             | A             | 0 / 8      | 7–8        | 47%        |
| Wimbledon, Londra          | 1T    | QF            | A             | SF            | QF    | F             | QF            | 3T            | 3T    | 1T            | Q1            | Q3            | ND            | A             | A             | A             | 0 / 9      | 27–9       | 75%        |
| US Open, New York          | 2T    | 2T            | 2T            | 4T            | 1T    | 3T            | 3T            | 4T            | 1T    | 1T            | Q1            | A             | A             | A             | A             | A             | 0 / 10     | 12–10      | 55%        |
| Vittorie–Sconfitte         | 4–4   | 6–4           | 2–2           | 8–3           | 7–4   | 10–4          | 8–4           | 7–4           | 3–4   | 0–2           | 0–0           | 0–0           | 0–0           | 0–0           | 0–0           | 0-0           | 0 / 35     | 55–35      | 61%        |
| Giochi Olimpici            |       |               |               |               |       |               |               |               |       |               |               |               |               |               |               |               |            |            |            |
| Giochi Olimpici            | A     | Non disputati | Non disputati | Non disputati | 3T    | Non disputati | Non disputati | Non disputati | A     | Non disputati | Non disputati | Non disputati | Non disputati | A             | Non disputati | Non disputati | 0 / 1      | 2–1        | 67%        |
| WTA 1000 (+ Tier I)        |       |               |               |               |       |               |               |               |       |               |               |               |               |               |               |               |            |            |            |
| Doha/ Dubai                | 1T    | A             | 2T            | A             | 1T    | A             | A             | 2T            | 1T    | A             | Q1            | Q1            | A             | A             | A             | A             | 0 / 5      | 2–5        | 67%        |
| Indian Wells               | 1T    | 1T            | 2T            | A             | 2T    | A             | 2T            | SF            | 2T    | A             | Q1            | A             | ND            | A             | A             | A             | 0 / 7      | 4–7        | 67%        |
| Miami                      | 4T    | 2T            | 2T            | 3T            | 4T    | 1T            | 3T            | QF            | 2T    | A             | Q1            | A             | ND            | A             | A             | A             | 0 / 9      | 12–8       | 60%        |
| Madrid                     | ND    | A             | A             | A             | A     | 3T            | 3T            | 1T            | 2T    | A             | A             | A             | ND            | A             | A             | A             | 0 / 4      | 5–4        | 56%        |
| Roma                       | A     | A             | A             | A             | 1T    | 2T            | 1T            | 2T            | 1T    | A             | A             | A             | A             | A             | A             | A             | 0 / 5      | 2–5        | 29%        |
| Toronto/Montréal           | 1T    | A             | A             | A             | 2T    | A             | 3T            | 3T            | Q2    | A             | A             | A             | ND            | A             | A             | A             | 0 / 4      | 4–4        | 50%        |
| Cincinnati                 | NTI   | A             | 1T            | 1T            | A     | 1T            | 3T            | 1T            | Q2    | A             | Q1            | A             | A             | A             | A             | A             | 0 / 5      | 2–5        | 29%        |
| Tokyo / Wuhan              | A     | 2T            | A             | A             | 1T    | A             | 2T            | A             | 1T    | A             | Q1            | A             | Non disputato | Non disputato | Non disputato | Non disputato | 0 / 4      | 2–4        | 33%        |
| Pechino                    | NTI   | 1T            | A             | 2T            | 2T    | 3T            | 3T            | A             | 2T    | A             | A             | A             | Non disputato | Non disputato | Non disputato | A             | 0 / 6      | 7–5        | 58%        |
| Statistiche                |       |               |               |               |       |               |               |               |       |               |               |               |               |               |               |               |            |            |            |
|                            | 2008  | 2009          | 2010          | 2011          | 2012  | 2013          | 2014          | 2015          | 2016  | 2017          | 2018          | 2009          | 2020          | 2021          | 2022          | 2023          | Totale     | Totale     | Totale     |
| Tornei giocati             | 18    | 18            | 9             | 15            | 19    | 19            | 22            | 19            | 21    | 5             | 4             | 4             | 0             | 0             | 5             | 7             | 180        | 180        | 180        |
| Tornei vinti               | 0     | 1             | 0             | 2             | 0     | 0             | 1             | 0             | 0     | 0             | 0             | 0             | 0             | 0             | 0             | 0             | 4          | 4          | 4          |
| Finali                     | 1     | 2             | 0             | 2             | 0     | 3             | 1             | 0             | 0     | 0             | 0             | 0             | 0             | 0             | 0             | 0             | 9          | 9          | 9          |
| Vittorie–Sconfitte         | 17–20 | 31–18         | 4–9           | 35–12         | 17–21 | 35–18         | 27–18         | 22–20         | 15–21 | 5–5           | 5–4           | 0–4           | 0–0           | 0–0           | 7–5           | 5-7           | 225–189    | 225–189    | 225–189    |
| Vittorie %                 | 46%   | 63%           | 31%           | 74%           | 59%   | 66%           | 60%           | 52%           | 42%   | 50%           | 56%           | 0%            | –             | –             | 58%           | 42%           | 54.35%     | 54.35%     | 54.35%     |
| Ranking di fine anno       | 54    | 23            | 179           | 15            | 37    | 15            | 27            | 32            | 93    | 220           | 199           | 562           | 627           | –             | 427           | 311           | $7.202.429 | $7.202.429 | $7.202.429 |

## Vittorie contro giocatrici Top 10
| Stagione | 2008 | 2009 | 2010 | 2011 | 2012 | 2013 | 2014 | 2015 | Totale |
| Vittorie | 1    | 3    | 0    | 4    | 1    | 2    | 2    | 1    | 13     |

| #    | Giocatrice          | Ranking | Evento                             | Superficie      | Turno | Punteggio        | Rank. SLR |
| ---- | ------------------- | ------- | ---------------------------------- | --------------- | ----- | ---------------- | --------- |
| 2008 |                     |         |                                    |                 |       |                  |           |
| 1.   | Anna Čakvetadze     | 6       | Miami Open, Miami                  | Cemento         | 3T    | 7-5, 6-1         | 137       |
| 2009 |                     |         |                                    |                 |       |                  |           |
| 2.   | Venus Williams      | 5       | Charleston Open, Charleston        | Terra verde     | 3T    | 6-4, 7-6(5)      | 63        |
| 3.   | Svetlana Kuznecova  | 5       | Torneo di Wimbledon, Londra        | Erba            | 3T    | 6-2, 7-5         | 41        |
| 4.   | Caroline Wozniacki  | 9       | Torneo di Wimbledon, Londra        | Erba            | 4T    | 6-4, 6-4         | 41        |
| 2011 |                     |         |                                    |                 |       |                  |           |
| 5.   | Li Na               | 6       | Stuttgart Open, Stoccarda          | Terra rossa (i) | 2T    | 6-1, 6-2         | 155       |
| 6.   | Li Na (2)           | 4       | Torneo di Wimbledon, Londra        | Erba            | 2T    | 3-6, 6-4, 8-6    | 62        |
| 7.   | Marion Bartoli      | 9       | Torneo di Wimbledon, Londra        | Erba            | QF    | 6-4, 6(7)-7, 6-1 | 62        |
| 8.   | Samantha Stosur     | 10      | Bank of the West Classic, Stanford | Cemento         | 2T    | 6-3, 7-5         | 26        |
| 2012 |                     |         |                                    |                 |       |                  |           |
| 9.   | Marija Šarapova     | 1       | Torneo di Wimbledon, Londra        | Erba            | 4T    | 6-4, 6-3         | 15        |
| 2013 |                     |         |                                    |                 |       |                  |           |
| 10.  | Serena Williams     | 1       | Torneo di Wimbledon, Londra        | Erba            | 4T    | 6-2, 1-6, 6-4    | 24        |
| 11.  | Agnieszka Radwańska | 4       | Torneo di Wimbledon, Londra        | Erba            | SF    | 6-4, 2-6, 9-7    | 24        |
| 2014 |                     |         |                                    |                 |       |                  |           |
| 12.  | Eugenie Bouchard    | 7       | China Open, Pechino                | Cemento         | 2T    | 6-2, 6-4         | 25        |
| 2015 |                     |         |                                    |                 |       |                  |           |
| 13.  | Ana Ivanović        | 6       | Miami Open, Miami                  | Cemento         | 3T    | 7-6(4), 7-5      | 27        |